# Batalla de Sheriffmuir
La Batalla de Sheriffmuir (en gaélico escocés: gd:Blàr Sliabh an t-Siorraim) fue un enfrentamiento en el año 1715, producto de la octava rebelión jacobita entre Inglaterra y Escocia. El campo de batalla ha sido inventariado y protegido por Historic Scotland de acuerdo a la Scottish Historical Environment Policy (2009).

## Historia
John Erskine, VI conde de Mar, jefe y abanderado del movimiento jacobita encargado de enrolar gente en la región de las “Tierras Altas” escocesas, junto con James Francis Edward Stuart (conocido como “El viejo Pretendiente”), quien fuera proclamado Rey de Escocia el 6 de septiembre de 1715, con un ejército de unos 12.000 hombres de la región de Mar procedieron a tomar la ciudad de Perth, en el centro de Escocia, logrando así dominar la mayor parte del norte de las Tierras Altas de Escocia. Después de unas escaramuzas sin éxito contra John Campbell, 2° Duque de Argyll (en la ciudad de Stirling), el conde de Mar fue finalmente persuadido para liderar su ejército al sur, el 10 de noviembre. Espías informaron a la gente de Argyll de las acciones del ejército del Conde de  Mar, y se trasladaron con unos 4.000 hombres a Sheriffmuir, cerca de Dunblane. Los dos ejércitos se enfrentaron en el campo de batalla el 13 de noviembre.
El ejército defensor del Conde de Argyll era considerablemente superado en número por los jacobitas del norte (aunque esta vez eran un poco menos que en sus ataques anteriores), y el ala izquierda, al mando del general Whetham, era mucho más débil que el flanco derecho de la oposición jacobita. El ala derecha del ejército de Argyll atacó primero y logró repeler a los “montañeses”, pero los soldados de Whetham fueron dominados por una fuerza mucho más grande, y las tropas de Argyll acudieron en ayuda del General Whetham. Por la tarde, ambos ejércitos se vieron seriamente reducidos, y a pesar de que el Conde de Mar tenía una gran ventaja numérica, se negó a arriesgar la totalidad de su ejército, permitiendo la retirada del ejército defensor de Argyll.
La batalla no fue concluyente y ambos bandos reclamaron la victoria. Sin embargo, en términos estratégicos John Campbell había detenido el avance jacobita. El gobierno de Argyll se tituló como  "Rey", y sus líderes militares fueron galardonados con el “Caballo Blanco de Hannover” como insignia de honor por la victoria obtenida. Este enfrentamiento sólo sirvió para desmoralizar al ejército jacobita, que, con su superioridad numérica, sintió que debería haber ganado decisivamente. El Conde John Erskine contaba entre sus fuerzas con ayuda por parte de franceses y españoles, quienes fueron los primeros en retirar sus fuerzas.

## El regreso de “El viejo Pretendiente”
El 23 de diciembre de ese mismo año, James Francis Edward Stuart regresa de su exilio en Francia y se radica en Peterhead, con su causa prácticamente perdida. Tuvo una reunión con el Conde de Mar; pero fue incapaz de reagrupar al desalentado ejército. Por otro lado, el Conde de Argyll, con más refuerzos y una vez recuperado, avanzó rápidamente hacia el norte, haciendo que los soldados jacobitas se replegaran hasta Montrose (en Angus), motivo por el cual “El viejo Pretendiente” debió regresar a Francia. Finalmente, las fuerzas militares del norte huyeron a Ruthven y se dispersaron. 
Este período fue particularmente fatal para “El Pretendiente” jacobita. El conjunto de sus partidarios en el sur habían caído en manos de los Generales Willis y Carpenter en Preston y en Inverness, junto con todos los reinados adyacentes, recuperando para el Gobierno de la Corona, y a través de los esfuerzos de los clanes pro-gubernamentales, incluyendo al Conde de Sutherland, el Lord Fraser Lovat, las Rosses, los Munro y los Forbes.

## Los caídos en la batalla
El número de muertos por el lado rebelde se estima en ochocientos, entre los cuales se encuentra John Lyon, 5° Conde de Strathmore y Kinghorne y MacDonald, jefe del  Clan Ranald, así como varias personalidades más de distinción. Panmure y Drummond de Logie estaban entre los heridos. Esto significaría que el ejército jacobita tuvo que retirarse a Perth. El conde de Argyll se consideraba a sí mismo como el vencedor de la contienda y acuñó una medalla para conmemorar la hazaña. Por parte del ejército del gobierno se contaron más de seiscientas bajas, entre muertos y heridos. Archibald Douglas, 2° Conde de Forfar, fue la única persona de eminencia muerta de ese lado.

## La Batalla de Sheriffmuir en la cultura popular
Existe una conocida canción jacobita “Habéis de ir a Sheriffmuir” (Will Ye Go to Sheriffmuir), la cual describe esa batalla. Asimismo hay varias canciones y relatos posteriores que describen la batalla como una noble victoria de los jacobitas. Estas canciones fueron compiladas y escritas por James Hogg en 1819.
Esta batalla también fue objeto de una de las canciones más famosas escritas por Robert Burns, llamada “La Batalla de Sherramuir” ('The Battle of Sherramuir'). Burns escribió dicha canción cuando realizaba un viaje por las Tierras Altas Escocesas (Highlands) en 1787 y fue la primera canción publicada por el Museo de Música de Escocia (The Scots Musical Museum), registrada en el vol. III, de 1790. Esta canción fue escrita para ser ejecutada por la  'Cameronian Rant'. Burns notó que la batalla tuvo un final tan inconcluso que hizo poco claro saber qué bando había ganado, y el poema relata a dos pastores tomando vistas contrarias. Uno de los pastores creía que “Los hombres de escarapela roja y negra” derrotaron a los rebeldes, pintando una terrible escena de cómo ellos manejaron a los del clan “como si fuesen 9 pin kyles. El otro pastor está convencido de que los jacobitas “hicieron retroceder a los hombres de a caballo hasta Forth, y como resultado “cazaron a los de las escarapelas rojas y negras con tanto miedo que temían que los hicieran viruta”